# Luigi Ambrosio
Luigi Ambrosio (ur. 27 stycznia 1963 w Albie) – włoski matematyk, profesor Scuola Normale Superiore di Pisa. Specjalizuje się w rachunku wariacyjnym, równaniach różniczkowych cząstkowych i geometrycznej teorii miary.

## Życiorys
Urodził się 27 stycznia 1963 roku w Albie. W 1985 roku ukończył studia na Uniwersytecie w Pizie. Doktorat uzyskał w 1988 roku w Scuola Normale Superiore di Pisa (jego promotorem był Ennio de Giorgi). Pracował m.in. na uniwersytetach w Rzymie, Pizie i Padwie, od 1998 roku jest profesorem Scuola Normale Superiore di Pisa.
Wypromował 26 doktorów (stan na jesień 2024 roku), wśród nich byli m.in. Alessio Figalli, Camillo De Lellis, Guido De Philippis i Maria Colombo. Troje z nich (Figalli, Colombo i De Philippis) otrzymało później Nagrodę EMS, a Alessio Figalli także Medal Fieldsa.
Autor ponad 200 artykułów naukowych. Swoje prace publikował m.in. w „Archive for Rational Mechanics and Analysis”, „Communications on Pure and Applied Mathematics”, „Journal of Functional Analysis", „Calculus of Variations and Partial Differential Equations”, „Journal für die Reine und Angewandte Mathematik”, „Journal of the European Mathematical Society”, „Duke Mathematical Journal”, „Mathematische Annalen” oraz najbardziej prestiżowych czasopismach matematycznych świata: „Journal of the American Mathematical Society”, „Acta Mathematica” i „Inventiones Mathematicae".
W roku 1999 otrzymał Premio Caccioppoli, w 2003 Nagrodę Fermata, w 2019 Nagrodę Balzana, w 2022 Nagrodę Riemanna, a w 2024 Nemmers Prize in Mathematics.
W 2010 roku uzyskał prestiżowy grant ERC. 
W roku 2002 wygłosił wykład sekcyjny, a w 2018 plenarny na Międzynarodowym Kongresie Matematyków.
Jest członkiem korespondentem Accademia Nazionale dei Lincei (od 2005 roku) i członkiem Academia Europaea (od 2013 roku).